# Monterey Park
Monterey Park é uma cidade localizada no estado americano da Califórnia, no Condado de Los Angeles. Foi incorporada em 29 de maio de 1916.

## Geografia
De acordo com o United States Census Bureau, a cidade tem uma área de 20 km², onde 19,9 km² estão cobertos por terra e 0,1 km² por água.

### Localidades na vizinhança
O diagrama seguinte representa as localidades num raio de 8 km ao redor de Monterey Park.

## Demografia
Segundo o censo nacional de 2010, a sua população é de 60 269 habitantes e sua densidade populacional é de 3 033,90 hab/km². Possui 20 850 residências, que resulta em uma densidade de 1 049,57 residências/km².